# Жозефіна Батлер
Джозефіна Елізабет Батлер (англ. Josephine Elizabeth Butler, до шлюбу — Грей, англ. Grey; 13 квітня 1828 — 30 грудня 1906) — англійська феміністка, соціальна реформаторка та письменниця Вікторіанської епохи. Виступала за виборчі права жінок, права жінок на кращу освіту, права одружених жінок, боротьбу з дитячою проституцією та торгівлею молодими жінками та дітьми з метою сексуальної експлуатації в Європі.

## Біографія
Грей виросла у заможній та прогресивній родині, що допомогло розвинути в ній сильну суспільну свідомість та духовні ідеали. Вона одружилася з Джорджем Батлером, священником та шкільним вчителем. Народила чотирьох дітей, остання з яких, Єва, загинула від нещасного випадку. Смерть доньки стала поворотним моментом для Батлер, і вона спрямувала свої зусилля на допомогу іншим, починаючи з жителів місцевих притулків.
Батлер почала кампанію за жіночі права в Британському праві. У 1869 році вона почала брати участь в кампанії за скасування Актів про інфекційні захворювання, якими намагались контролювати поширення венеричних хвороб, зокрема, в британській армії і Королівському флоті — через примусове медичне обстеження жінок у проституції (процес, який вона описувала, як хірургічне або сталеве зґвалтування). Кампанія досягла успіху в 1886 році зі скасуванням Актів. Батлер створила Міжнародну Федерацію Аболіціонізму, загальноєвропейську організацію по боротьбі з торгівлею людьми та проституцією.
При дослідженні впливу Актів Батлер була вражена тим, що деякі дівчата потрапляють в проституцію у 12 років, і що існує работоргівля молодими жінками та дітьми, яких продають з Англії на континент з метою проституції. Кампанія по боротьбі з торгівлею людьми призвела до зняття з посади голови бельгійської поліції моралі (Police des Mœurs), суду та ув'язнення його заступника і 12 власників борделів, які були залучені в торгівлю жінками. Батлер боролась з дитячою проституцією за допомогою редактора газети The Pall Mall Gazette, Вільяма Томаса Стеда, який в рамках кампанії купив 13-річну дівчинку у її матері за 5 фунтів стерлінгів. Скандал, який відбувся після цього, призвів до прийняття Акту про зміни до Кримінального законодавства 1885 р., який збільшив вік сексуальної згоди з 13 до 16 років, а також передбачив заходи проти потрапляння у проституцію дітей. Остання кампанія Батлер відбулась наприкінці 1890-х років, і стосувалась Актів про інфекційні захворювання, які продовжували діяти в Британській Індії.
Протягом своєї кар'єри Батлер написала понад 90 книг і брошур, більшість з яких були на підтримку її кампаній. Англіканська церква вшанувала Батлер включенням до церковного календаря (30 травня) та додаванням її зображення до вітражів Собору у Ліверпулі та Церкви Святого Олафа у Лондоні. Університет Дарема назвав іменем Батлер один зі своїх коледжів. Стратегії, які Джозефіна Батлер використовувала у своїх кампаніях, вплинули на майбутні форми та способи боротьби феміністок і суфражисток, її робота привела у політику людей, які ніколи до цього не виявляли політичну активність. Після її смерті в 1906 році феміністка Міллісент Фосетт назвала її «найвизначнішою англійкою XIX століття».